# Kestner Gesellschaft

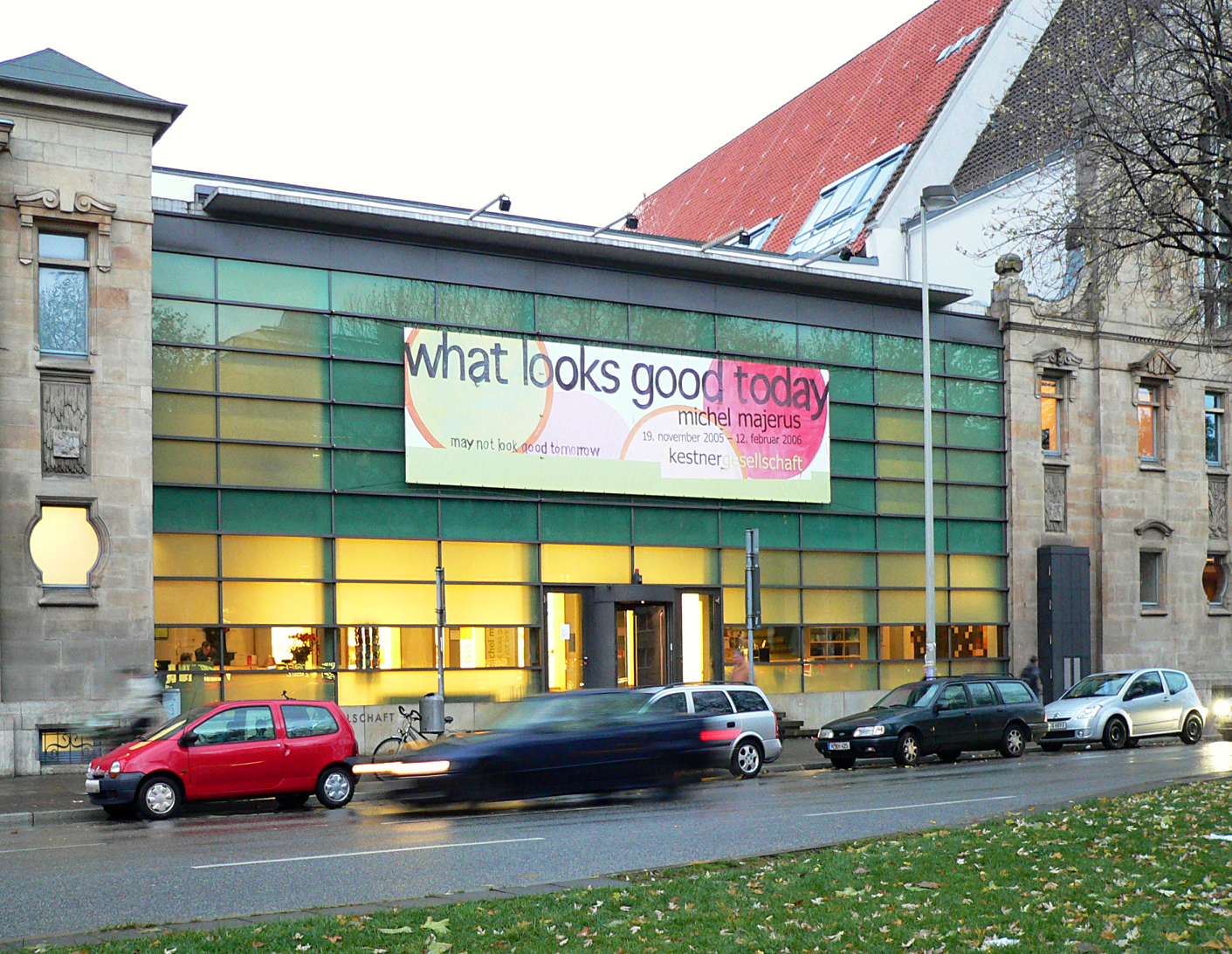
Eingangshalle der Kestner Gesellschaft im früheren Goseriedebad, 2005

Die Kestner Gesellschaft ist ein seit 1916 bestehender Kunstverein in Hannover und Mitglied in der Arbeitsgemeinschaft Deutscher Kunstvereine. Benannt ist die Gesellschaft nach August Kestner (1777–1853), der sich um das Kunst- und Kulturleben der Stadt verdient gemacht hatte.

## Geschichte

### Gründung 1916 und erste Jahre
Die Gesellschaft wurde am 31. August 1916 gegründet. Zu den Gründungsmitgliedern gehörte der Sanitätsrat und Kunstliebhaber Leo Catzenstein. Die Gründung erfolgte zusammen mit der Hannoverschen Sezession. Gründungsanlass war das als „stocksteif“ kritisierte kulturelle Klima der Provinzstadt Hannover, in welcher der Stadtdirektor unabhängige Ausstellungsmöglichkeiten, insbesondere für zeitgenössische Kunst, verhinderte. Daraufhin hatten der Direktor des Kestner-Museums und der Städtischen Galerie, Albert Brinckmann, gemeinsamen mit dem Maler und Direktor der Kunstgewerbeschule Wilhelm von Debschitz beschlossen, einen neuen Verein ins Leben zu rufen. Die Vereinsgründung erfolgte mit dem Anliegen, international wichtige Künstler mit ihren aktuellen Werken nach Hannover zu holen. Erster Direktor wurde Paul Erich Küppers (1890–1922). Zu den Gründern gehörten neben dem Fabrikanten Hermann Bahlsen und dem Verleger August Madsack auch der Inhaber der Pelikanwerke Fritz Beindorff. In der ersten Ausstellung wurden neue Bilder von Max Liebermann gezeigt.
Nach dem Ersten Weltkrieg stellte die Schauburg ihre Bühne zwischen Dezember 1919 und April 1920 der Kestner Gesellschaft „für einige mutige Theater-Experimente zur Verfügung“. Unter Eckart von Sydow, dem zweiten Direktor nach Küppers Tod, erhielt El Lissitzky im Jahr 1923 eine erste Ausstellung und den Auftrag, eine Mappe mit Lithografien als Jahresgabe für die Mitglieder zu entwerfen. Es entstand die sogenannte Proun-Mappe. Im selben Jahr wurden noch fünf weitere Mappen von Karl Schmidt-Rottluff, Max Kaus, Martel Schwichtenberg, Willy Robert Huth und László Moholy-Nagy aufgelegt.

### Schließung 1936

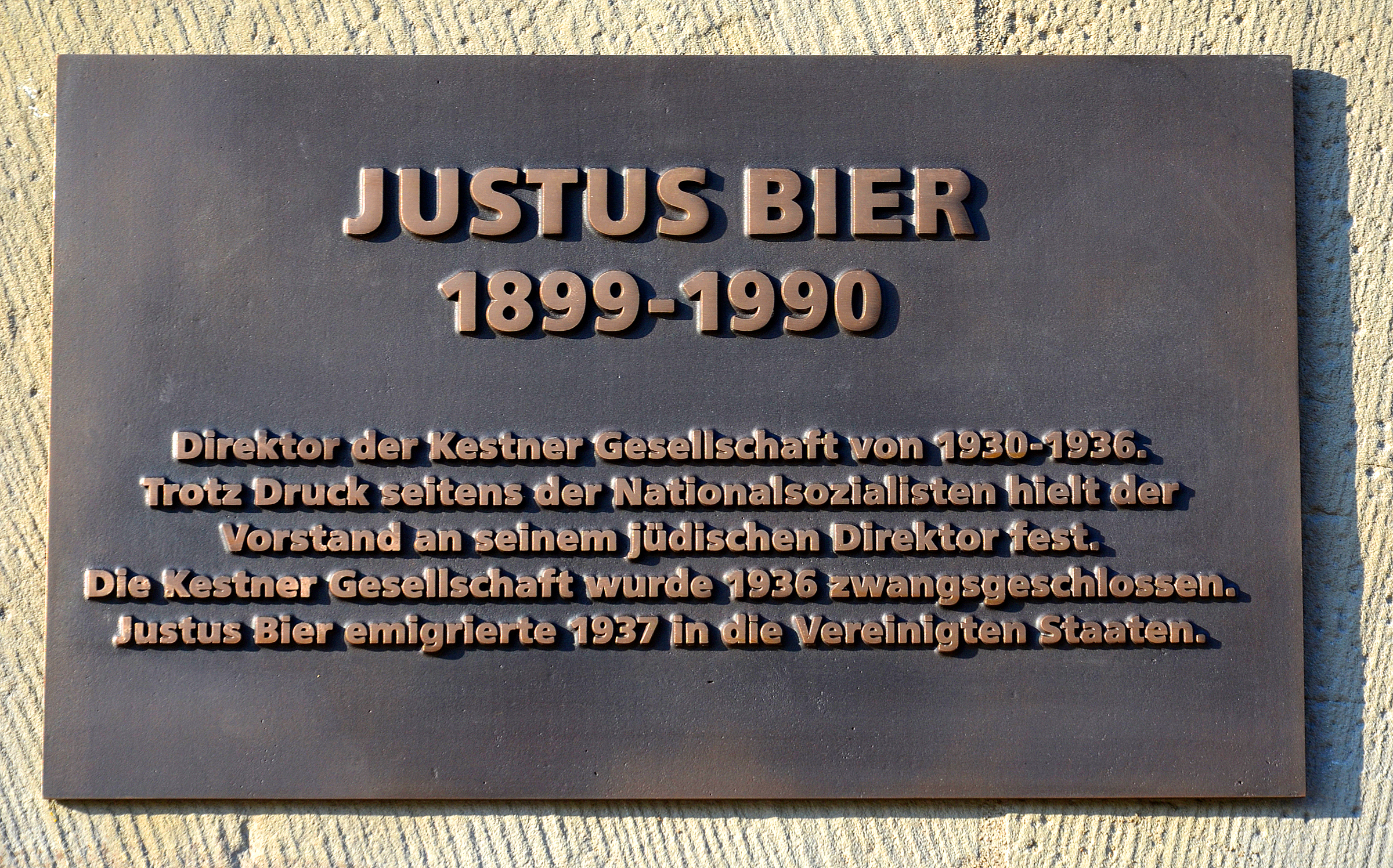
2016 installierte Gedenktafel zu Ehren des ehemaligen Direktors Justus Bier am Gebäude des ehemaligen Goseriedebades in Hannover, heute Sitz der Kestner Gesellschaft

Im Jahr 1936 drängten die Nationalsozialisten auf die Entlassung des Direktors Justus Bier, weil er jüdischer Herkunft war. Der Vorstand der Kestner Gesellschaft lehnte eine Kollaboration jedoch ab und entschied sich stattdessen 1936 zur Schließung. Justus Bier konnte über die Schweiz in die USA fliehen.

### Neugründung Warmbüchenstraße 1948
Die Neugründung der Kestner Gesellschaft erfolgte 1948 in der Warmbüchenstraße. Direktor war Alfred Hentzen, von 1955 bis 1962 Werner Schmalenbach. Unterstützer waren unter anderem (erneut) Hermann Bahlsen, Wilhelm Stichweh, Bernhard Sprengel und Günther Beindorff, der Direktor der Pelikan-Werke. Von 1963 bis 1973 war Wieland Schmied der Leiter des Hauses, ab 1974 Carl Haenlein. Unter seiner Direktion bezog die Kestner Gesellschaft 1997 das neue Haus in der Goseriede.

### Goseriede 1997
1997 bezog die Kestner Gesellschaft nach einem Umbau das ehemalige Goseriedebad am Steintor. 1990 erwarb die Verlagsgesellschaft Madsack das Gebäude und bot Teile (das ehemalige Damenbad und die Eingangshalle mit sämtlichen Nebenräumen) der Kestner Gesellschaft zur Nutzung an. Das Herrenschwimmbad wurde vom Rundfunksender Radio ffn übernommen. Nach einem international besetzten Architektenwettbewerb mit Unterstützung der NORD/LB und der Stiftung Niedersachsen wurde das Haus von den hannoverschen Architekten Kai-Michael Koch, Anne Panse und Andreas Christian Hühn in Zusammenarbeit mit der Kestner Gesellschaft bis 1997 umgebaut und im selben Jahr mit dem BDA-Preis ausgezeichnet. Es verfügt mit fünf Hallen auf zwei Ebenen über insgesamt 1500 m² Ausstellungsfläche, eine Bibliothek, eine Buchhandlung und ein Bistro-Restaurant. Im Gegensatz zum Vorgängerhaus genügt es den Anforderungen eines modernen Ausstellungsbetriebes.
Zum Vorstand und zum Kuratorium gehören namhafte Vertreter der Wirtschaft. Der Kunstverein ist mit etwa 3.500 Mitgliedern (2012) einer der größten und renommiertesten in Deutschland. Für besonderes Aufsehen sorgte 2005 das Projekt Haus im Schlamm des spanischen Künstlers Santiago Sierra, bei dem ein begehbarer Raum mit Schlamm an den Bau des Maschsees erinnern sollte. 2007 kooperierten die hannoverschen Ausstellungshäuser Kestnergesellschaft, Kunstverein Hannover und Sprengel Museum Hannover bei der Ausstellung Made in Germany erstmals und zeigten parallel zur documenta eine Überblicksschau zur jungen zeitgenössischen Kunst von in Deutschland lebenden Künstlern. Über 60.000 Interessierte besuchten die Ausstellung, die von Mai bis August 2012 stattfand. Die dritte Auflage der Kooperationsausstellung richtet sich 2017 erstmals thematisch aus und legt den Schwerpunkt auf die Produktion von Kunst und die Produktionsbedingungen in Deutschland.
Als Direktor war von 2003 bis 2014 Veit Görner bestellt.
Als erste Frau in der Geschichte des Hauses leitete die Kunsthistorikerin Christina Végh von 2015 bis 2019 die Kestner Gesellschaft. 2016 beging die Kestner Gesellschaft ihr 100-jähriges Jubiläum. Das Jubiläum stand ganz unter dem Motto „Stellung nehmen“ und wurde mit zwei Ausstellungen und zahlreichen Veranstaltungen und einem Jubiläumswochenende gefeiert. Ende 2019 verließ Christina Végh die Kestner Gesellschaft. Von November 2020 bis Dezember 2024 war Adam Budak der Direktor der Kestner Gesellschaft. Danach übernahm Alexander Wilmschen ab Januar 2025 für 7 Monaten interimsweise die Direktion der Institution. Seit August 2025 ist Eva Birkenstock Direktorin.

## Ausgestellte Künstler (Auswahl)

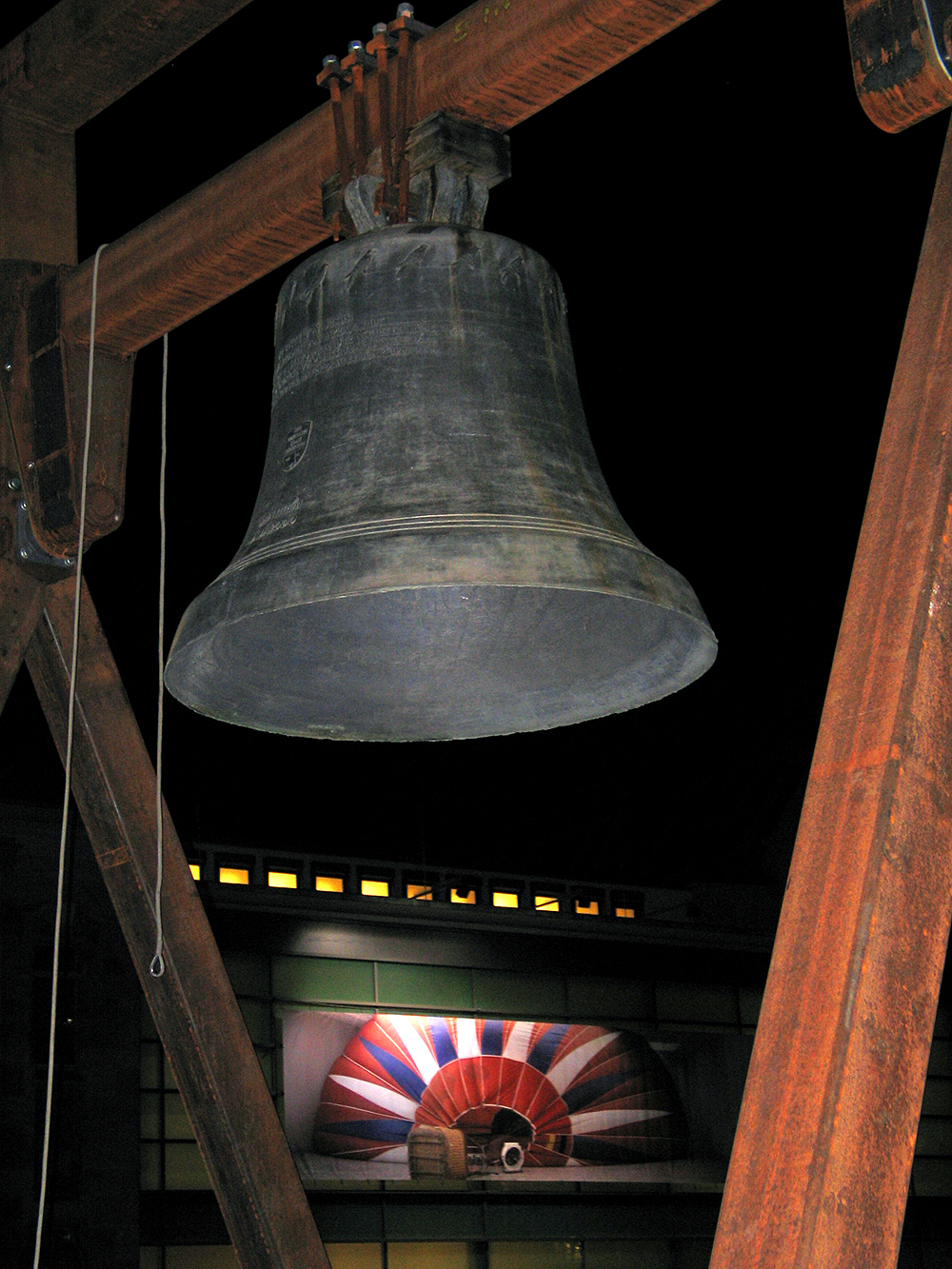
Detail von For Whom (2012) von Kris Martin vor der Kestnergesellschaft

Zu den Künstlern, die in der mehr als 100-jährigen Geschichte in der Kestner Gesellschaft ausgestellt wurden, zählen namhafte Künstler des 20. und 21. Jahrhunderts:
- Ernst Oppler (1917)
- Paul Klee (1919)
- Wassily Kandinsky (1923)
- El Lissitzky (1923)
- Kurt Schwitters (1924)
- Emil Nolde (1934, 1948)
- Joan Miró (1952, 1956, 1989)
- Jean Dubuffet (1960)
- Marcel Duchamp (1965)
- Pablo Picasso (1973, 1993)
- Alfred Hrdlicka (1974)
- Georg Baselitz (1987)
- Joseph Beuys (1975, 1990)
- Wolf Vostell (1977)
- Eva Hesse (1979)
- Andy Warhol (1981 – erste Retrospektive in Deutschland, 2001)
- Richard Hamilton (1990)
- Richard Prince (1991)
- Jannis Kounellis (1991)
- Robert Wilson (1991)
- Louise Bourgeois (1994)
- Rebecca Horn (1978, 1991, 1997)
- Antoni Tàpies (1962, 1998)
- Jonathan Meese (2002)
- Maria Lassnig (2002)
- Thomas Ruff (2003)
- Chris Cunningham (2004)
- Peter Doig (2004)
- Santiago Sierra (2005)
- Thomas Hirschhorn (2006)
- Wolfgang Tillmans (2006)
- Isaac Julien (2006)
- Helmut Lang (2008)
- Bettina Rheims (2008)
- Nathalie Djurberg (2010)
- André Butzer (2011)
- David LaChapelle (2011)
- Daniel Richter (2011)
- Alex Katz (2011/12)
- Andy Hope 1930 (2012)
- Monika Baer (2016)
- Annette Kelm (2017)
- Guerrilla Girls (2018)
- Christa Dichgans (2018)
- Christopher Williams (2018)
- Roman Signer (2018)
- Walter Dahn (2019)
- Goshka Macuga (2019)
- John Baldessari (2019)
- Judy Chicago (2019)
- Miriam Schapiro (2019)
- Helen Cammock (2022)
- Tracey Emin (2022)
- Rebecca Ackroyd (2024)

## Kestnerchronik
Die Geschichte der Kestner Gesellschaft ist in einer dreibändigen Chronik festgehalten. Die Chronikbände 1 bis 3 dokumentieren die fast 100 Jahre Kestner-Historie von 1916 bis 2011. Bereits 1966 hatte der damalige Direktor Wieland Schmied mit der umfassenden Dokumentation Wegbereiter zur modernen Kunst einen Überblick über die ersten fünfzig Jahre der Kestner Gesellschaft geliefert. An die Tradition dieses lange vergriffenen Standardwerkes schließt die neue Chronikreihe an. Das erste Buch, erschienen im Jahr 2006, erzählt die Geschichte der Kestner Gesellschaft von ihrer Gründung 1916 in der Königstraße bis zu ihrer Schließung auf Druck der Nationalsozialisten im Jahr 1936. Buch 2 der Chronik aus dem Jahr 2009 setzt nach dem Zweiten Weltkrieg mit dem Wiederaufbau der Kestner Gesellschaft in der Warmbüchenstraße ein. Der dritte und vorläufig letzte Band schließlich dokumentiert die Zeit ab 1997 im aktuellen Domizil der Kestner Gesellschaft an der Goseriede 11. Zahlreiche Fotografien von Künstlern und Kunstwerken, Abbildungen von historischen Dokumenten und ausführliche Texte zu Ausstellungen und Veranstaltungen illustrieren die erfolgreiche Arbeit und ereignisreiche Geschichte der Kestnergesellschaft. Mit der Chronik erhält der Leser nicht nur einen Einblick hinter die Kulissen eines der renommiertesten Kunstvereine Deutschlands, sondern zugleich einen Überblick über die wichtigsten Eckdaten internationaler zeitgenössischer Kunst.

## Kestnereditionen
Die Kestnereditionen erscheinen seit 2003 regelmäßig zu jeder Ausstellung. Grafik, Fotografie oder andere Arbeiten werden exklusiv für die Mitglieder der Kestner Gesellschaft in geringer Auflage und zu einem günstigen Preis angeboten.